# Paraphoxus daboius
Paraphoxus daboius är en kräftdjursart. Paraphoxus daboius ingår i släktet Paraphoxus och familjen Phoxocephalidae. Inga underarter finns listade i Catalogue of Life.